# Юзеф Ґази
Юзеф Ґази (пол. Józef Gazy; 1910—1998) — польський художник, скульптор і реставратор. Автор кількох десятків пам'ятників, встановлених у громадських місцях в різних містах Польщі. У 1960-тих роках — керівник групи реставраторів, що відповідали за зняття зі стін, консервацію і підготовку до транспортування пам'яток настінного живопису собору в Фарасі.

## Життєпис, наукова та творча діяльність
Юзеф Ґази народився в 1910 році. У 1937 році закінчив варшавську Академію образотворчих мистецтв.

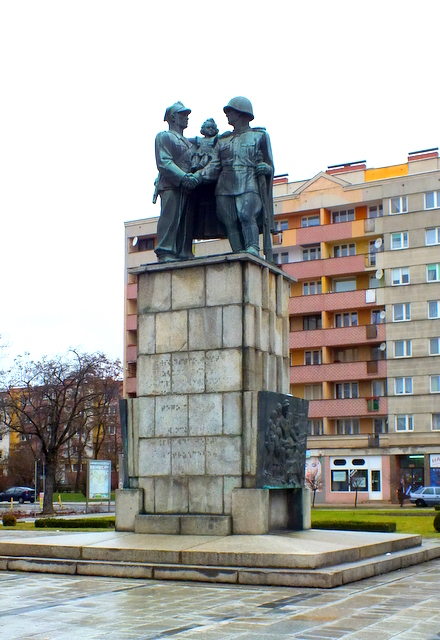
Пам'ятник польсько-радянському братству по зброї в Легниці. Одна із найвідоміших скульптур Ю. Ґази.

У 1945 році почав співпрацювати з Бюро Відновлення Столиці. Був одним із творців варшавського Пам'ятника польсько-радянському братству по зброї, відтворив відсутні елементи зруйнованої Колони Сигізмунда. У 40-вих роках Юзеф Ґази був одним зі скульпторів, відповідальних за оформлення будівель Маршалківського житлового району Варшави. У 1951 році в Легниці був відкритий Пам'ятник польсько-радянському братству по зброї, який є однією із найвідоміших його робіт. В роки сталінізму скульптор створив ще чотири аналогічних пам'ятники для різних міст Польщі.
У 1962 році Юзеф Ґази входив до складу польської археологічної експедиції, яка проводила розкопки в Фарасі. Він керував роботою групи консервації, яка займалася збереженням пам'яток настінного живопису, виявлених в соборі, зняттям їх зі стін і підготовкою для транспортування. Більшу частину робіт у Фарасі Юзеф виконував особисто, йому допомагала Марта Кубяк. На місці розкопок він залишався до остаточного завершення робіт і поїхав з останньою групою — разом з проф. Міхаловським, Стефаном Якобельським, Тадеушем Дзержикрай-Рогальським (пол. Tadeusz Dzierżykray-Rogalski Марком Марциняком (пол. Mark Marciniak), Антоном Острашем (пол. Anton Ostrasz) і фотографом експедиції Анджеєм Дзевановським (пол. Andrzej Dziewanowski), безпосередньо перед затопленням Фараса водами озера Насер.
Завдяки професійності Юзефа Ґази та наполегливій, кропіткій праці, з місця проведення розкопок вдалося врятувати понад 120 стінописів. Під час роботи в Єгипті він також допомагав Вільяму Адамсу (англ. William Y. Adams) у здійсненні консервації настінного живопису, що знаходився поблизу місця археологічних розкопок в Meinart.
У 1966—1969 роках Ю. Ґази працював у Національному Музеї в Хартумі (Судан) над консервацією живопису і підготовкою до відкриття в 1972 році постійної виставки нубійського живопису.
Після повернення на батьківщину працював над польською частиною археологічної колекції, привезеної з Судану командою доктора наук Анни Єнджеєвської. Виставка живопису відкрилася в Польщі в 1974 році. За роботу над порятунком нубійських археологічних пам'яток Юзеф Ґази був нанороджений суданським Орденом Заслуги.
В середині 70-тих років XX століття Юзеф Ґази повернувся до перерваної кар'єри скульптора, проте продовжував співпрацю із Центром Середземноморської Археології як експерт і реставратор, зокрема, працював при консервації скульптур Афіни, лева і антилопи, знайдених в храмі Аллат у Пальмірі.
У 1988 році у м. Замості був відкритий пам'ятник Івану Павлу II авторства Юзефа Ґази; це був один із перших пам'ятників понтифіку в Польщі та в світі.
Юзеф Ґази помер в 1998 році.